# 中华人民共和国公安部边防管理局
中华人民共和国公安部边防管理局，即公安部四局，是已撤销的中华人民共和国公安部内设职能局。属于公安边防部队编制。2018年3月，根据中共中央《深化党和国家机构改革方案》，公安边防部队改制，成建制划归公安机关，并结合新组建国家移民管理局进行适当调整整合。现役编制全部转为人民警察编制。

## 沿革
1989年3月5日，公安部发出《关于印发公安部“三定”方案的通知》。为便于工作，公安部各局、司重新编排序号如下：边防管理局为四局。
1994年5月12日，公安部部长办公会议审议通过了部机关各局内设机构的《三定方案》，公安部机关设19个职能局（含3个属武警现役编制的局）和政治部（4个局级机构），即：边防管理局（武警现役编制）。
1998年8月11日，国务院办公厅印发《公安部职能配置、内设机构和人员编制规定》，改革后公安部的局级机构有：边防管理局（四局）。
2013年7月9日，国务院办公厅印发《国家海洋局职能配置、内设机构和人员编制规定》，7月22日，重组后的国家海洋局和中国海警局正式挂牌，中国海警局正式成立。原省级边防总队各海警支队从边防部队分离出去。
2018年改革前，公安边防部队在各省（自治区、直辖市）设立公安边防总队30个，在边境和沿海地区（市、州、盟）设公安边防支队110个，在沿海地区设海警支队20个。在开放口岸设现役边防检查站207个，在边境沿海地区县（市、旗）设公安边防大队310个，在沿边沿海地区乡（镇、苏木）设边防派出所1691个，在边境主要通道、要道设边境检查站46个，在边境地区的重点地段、方向部署机动队113个。
2018年3月17日，第十三届全国人民代表大会第一次会议通过《第十三届全国人民代表大会第一次会议关于国务院机构改革方案的决定》，批准《国务院机构改革方案》。方案规定：“组建国家移民管理局。将公安部的出入境管理、边防检查职责整合，建立健全签证管理协调机制，组建国家移民管理局，加挂中华人民共和国出入境管理局牌子，由公安部管理。”

## 机构设置
根据有关规定，公安部边防管理局设置下列机构：

### 内设机构
- 司令部
  - 办公室
  - 边境管理处
  - 边境检查处
  - 情报侦察处
  - 政策法规处
  - 警务督察处
  - 训练处
  - 通信技术处
  - 机要处
  - 直政处
- 政治部
  - 秘书处
  - 干部处
  - 宣传处
  - 纪检办公室
  - 边防警察报
- 后勤部
  - 财务处
  - 营房处
  - 军械运输处
  - 审计处

### 直属单位
- 公安边防部队总医院（中国人民武装警察部队边防部队总医院）

## 历任领导
| 公安部边防管理局局长 1. 慕丰韵 （1980.01-1983.07） 2. 曹岩华 武警少将 （1986.10-1990.06） 3. 张国光 武警少将 （1994.08-1996.02） 4. 刘殿玉 武警少将 （1996.02-1999.02） 5. 朱家华 武警少将 （1999.02-2004.03） 6. 陈伟明 武警少将 （2004.03-2009.10） 7. 郭铁男 武警少将 （2009.01-2012.04） 8. 武冬立 武警少将 （2012.04-2015.12） 9. 陈定武 武警少将 （2015.12-2018.03） | 公安部边防管理局政治委员 1. 卓枫 武警少将 （1997.03-2000.09） 2. 李寰 武警少将 （2000.09-2003.06） 3. 傅宏裕 武警少将 （2003.12-2012.12） 4. 李乐民 武警少将 （2012.12-2015.12） 5. 牟玉昌 武警少将 （2015.12-2018.03） |